# Huleai Horodok, Snihurivka
Huleai Horodok (în ucraineană Гуляй Городок) este un sat în comuna Cervona Zirka din raionul Snihurivka, regiunea Mîkolaiiv, Ucraina.

## Demografie
Componența lingvistică a localității Huleai Horodok
     Ucraineană (99,52%)
     Alte limbi (0,48%)
Conform recensământului din 2001, majoritatea populației localității Huleai Horodok era vorbitoare de ucraineană (99,52%), existând în minoritate și vorbitori de alte limbi.